# Kohat
Kohat (en ourdou : کوہاٹ) est une ville du Pakistan située dans la province de Khyber Pakhtunkhwa. Elle est la capitale du district de Kohat et quatrième plus grande ville de la province.

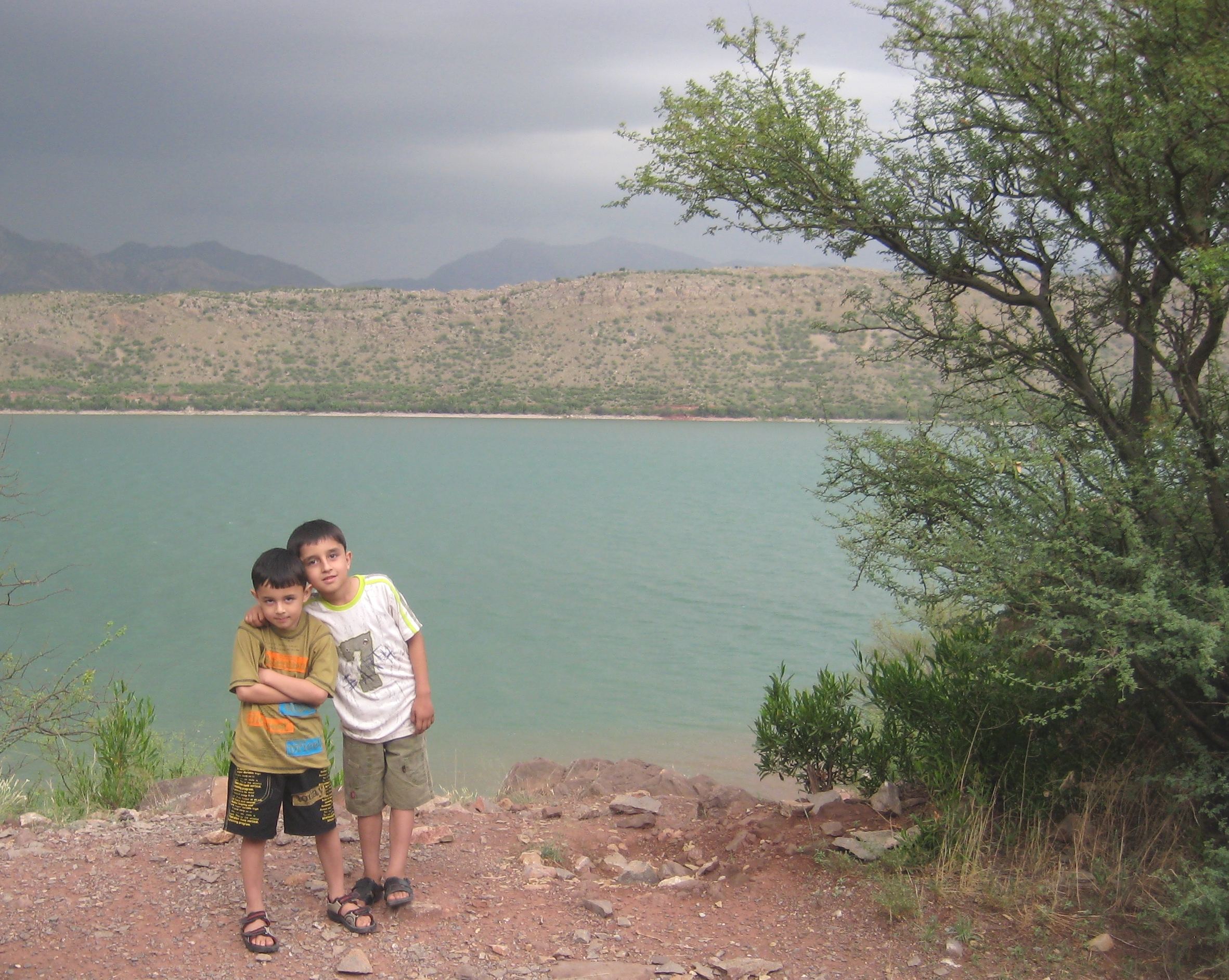
Lac Kohat.

## Démographie
La population de la ville a été multipliée par plus de trois entre 1972 et 2017, passant de 65 202 habitants à 228 779. Entre 1998 et 2017, la croissance annuelle moyenne s'affiche à 3,2 %, largement supérieure à la moyenne nationale de 2,4 %. En 2023, la population de la ville monte à 235 880 habitants.
La ville est majoritairement peuplée de Pachtounes, puisque plus de 73 % des habitants en parlent la langue, mais on y trouve une importante minorité parlant hindko (20 %), ainsi que quelques minorités parlant ourdou (4 %) et pendjabi (2 %).
Essentiellement musulmane, la ville inclut une petite minorité chrétienne, comptant presque 3 500 fidèles, près de 1,5 % des habitants de la ville.
Le taux d'alphabétisation de la ville s'élève à 72 % en 2023 (contre une moyenne nationale de 61 % et provinciale de 51 %), dont 82 % pour les hommes et 62 % pour les femmes.
|            | 1972 (rec.) | 1981 (rec.) | 1998 (rec.) | 2017 (rec.) | 2023 (rec.) |
| ---------- | ----------- | ----------- | ----------- | ----------- | ----------- |
| Population | 65 202      | 77 604      | 126 627     | 228 779     | 235 880     |

## Insurrection islamiste
La ville a été plusieurs fois frappée par des attentats à la bombe dans le cadre insurrection islamiste du Nord-Ouest.

## Personnalité liée à la ville
Le cuisinier français Sylvestre Wahid y est né en 1975.